# Hitchens rakkniv
Hitchens rakkniv (engelska: Hitchens razor) är en epistemologisk princip formulerad av den brittisk-amerikanske författaren och journalisten Christopher Hitchens, som hävdar att bevisbördan ligger hos den som gör ett påstående, och att om påståendet saknar bevis så behöver den som motsätter sig påståendet inte argumentera ytterligare för att förkasta det.
Begreppets ursprung är en artikel från 2003 i den amerikanska tidskriften Slate där Hitchens formulerade principen enligt följande: "Det som kan hävdas utan belägg kan förkastas utan belägg" (engelska: What can be asserted without evidence can be dismissed without evidence).